# The Remix Collection
Albums de Boyz II Men
II
(1994) Evolution
(1997)
The Remix Collection est la première compilation du groupe de RnB/quiet storm Boyz II Men, sorti en 1995 sur le label Motown Records. Sorti contre la volonté du groupe, cet album fut le début d'un ensemble de conflits qui amène les Boyz II Men à stopper leur collaboration avec le label Motown.[réf. nécessaire]

## Liste des titres
1. Under Pressure [Countdown Prelude][Sympin' Interlude][Dallas Austin Mix]
2. Vibin' (The New Flava) (avec Treach, Craig Mack, Busta Rhymes, et Method Man)
3. I Remember [Motownphilly Interlude] (Previously Unreleased)
4. Water Runs Dry (en) [Strat Mix]
5. U Know [Dallas Austin Mix]
6. Hey Lover (LL Cool J avec Boyz II Men)
7. I'll Make Love to You [Make Love To You Version]
8. Uhh Ahh [Dedication Mix]
9. Motownphilly [Quiet Storm Version]
10. On Bended Knee (en) [Human Rhythm Mix]
11. Brokenhearted [Soulpower Groove Mix] (Brandy & Wanya Morris (en))
12. Sympin [Dallas Austin Mix]